# 羊场铁路
羊场铁路支线，又名格喜铁路支线，位于中国云南省宣威市。线路起自沪昆铁路格以头站出岔，终至喜鹊乐站，全长53.716公里，共有车站6个，为田坝煤田外运的铁路支线。

## 技术
轨型38公斤/米，每根长9.1米。道床为石质木轨枕,密度为1818根/公里。每昼夜行车4对。其中一对为客货混合列车，1981年10月改为客车。列车时速:上行为25-30公里/小时,下行为35-40公里/小时。最大坡度20.5‰。最小曲线半径一般300米，基长—大松树间有9处250米。牵引定数DF单机800吨，现双DF4牵引2500吨。继电半自动闭塞线路。2010年后撤销小箐、基长站，格以头以东按调车作业进行。 

## 历史
羊场煤矿是省属国有煤矿，1958年8月兴建。从格以头经小箐、基长至大松树段铁路27.6公里，由铁道兵第一师修建，1959年5月动工，1962年7月下马。
1963年，根据云南省委指示，为保证羊场煤炭省内外运，贵昆铁路沾益至格以头段复工，先修通位于宣威县境内的羊场支线。1963年4月羊场支线恢复施工，1964年8月铺轨至大松树站，1965年1月建成，1965年4月1日交付运营。
为开发田坝煤矿（始建于1969年12月26日），羊场铁路支线大松树经卓卡、文阁至喜鹊乐段（26.1公里），由煤炭工业部云南省煤田指挥部投资，1966年动工，1978年6月1日全线建成正式交付昆明铁路局运营。（据《宣威市志》、《中国铁道站名词典》、《中国铁路站名词典》等）。
曲靖——喜鹊乐7464/1、7462/3次旅客列车于2009年2月9日停运。
2011年10月21日沪昆线炎方—小鸡街段拉直改线后，炎方—格以头段老沪昆线成为羊场铁路支线的一部分，现支线全长63.7公里，起点为沪昆铁路炎方站。